# 長沙市明徳中学
長沙市明德中学（旧名長沙市第三中學）は、中華人民共和国湖南省長沙市天心区新韶西路豹子岭に位置する公立中学（中学校・高校）。湖南省の重点中学および最初の省級示範性高級中学。胡元倓が1903年に創設した、湖南省で最も歴史の長い近代的な新式学校である。

## 歴史
1903年、胡元倓は長沙に私立中学の明德学堂を設立したほか、小学校、大学などの私立学校を設立し、癸卯学制を実践した。それ以降、様々な理由により、中学校のみが残っている。
1904年、黃興、陳天華などは明德学堂で反清組織「華興会」を設立し、30人以上の教員と学生を集めたことから、「辛亥革命の策源地」とも呼ばれる。

## 校訓
堅苦真誠。

## 校友
政治家：任弼時、黄興、陳天華、陳果夫、沈立人
中国科学院院士：艾国祥、肖紀美、李薰、向達、田奇王隽、吴耀祖、丁夏畦、唐稚松、張孝騫、金岳霖、陳翰笙
中国工程院院士：兪大光、刘経南
中華民国中央研究院院士：張伯毅、柳詒徵
世界科学院院士：廖山涛
中華民國歴史学家、前中華民国駐在米国大使：蔣廷黻
中華民國元外務部長、政務委員、行政院副院長、司法院長：黄少谷
作家：易君左

## 参考資料
1. ↑  “长沙市明德中学概况” (中国語).   长沙市明德中学. 2013年10月29日時点のオリジナルよりアーカイブ。2013年10月29日閲覧。